# Ставропольская губерния
Ставропольская губерния — административная единица Российской империи, Российской республики и РСФСР. Губернский город — Ставрополь.

## География
Граничила с Кубанской областью на западе, с Землёй Войска Донского и Астраханской губернией на севере и с Терской областью на юге и востоке. Наибольшая длина с северо-запада на юго-восток — 472 км (442 версты), наибольшая ширина — 216 км (202 версты). Ставропольская губерния лежала между 44°6' и 46°35' северной широты. Площадь её — 60600 км² (53246 кв. вёрст).
Ставропольская губерния в своей северной части представляет обширную равнину, отделяющуюся едва заметной впадиной, по которой течёт Маныч, а на небольшом протяжении и Средний Егорлык, от степей Астраханской губернии и Земли Донского Войска. На востоке Ставропольская губерния, постепенно понижаясь по мере приближения к Каспийскому морю, без резкой границы переходит в так называемые Караногайские степи, которые в 1888 году отделены от неё и присоединены к Терской области. На западе и юге она также не отделяется никакими естественными преградами от Кубанской и Терской областей. Представляя в общем степной характер, Ставропольская губерния только в юго-западной части своей (вблизи города Ставрополя и по сторонам долины Калауса) прорезается невысокими горами.

## История
В 1777 году по указу Екатерины II от 24 апреля закладывается Азово-Моздокская оборонительная линия, давшая начало заселению Предкавказья и Северного Кавказа. С этого времени земли Ставрополья входят в состав Астраханской области.
Рескриптом императрицы Екатерины II на имя правившего должность генерал-губернатора Саратовского и Кавказского генерал-поручика Павла Потёмкина от 5 мая 1785 года вместо Астраханской губернии было организовано Кавказское наместничество. Губернским городом был указан Екатериноград и назначено разделение уездов Кавказской губернии и области того же имени.
В 1790 году Кавказская область была упразднена и её земли опять вошли в состав Астраханской области. Тогда же из-за необустроенности Екатеринограда центр наместничества перенесён в Астрахань.
В 1796 году наместничество преобразовано в Астраханскую губернию.
В 1802 году указом императора Александра I от 15 ноября Кавказская область выделена из Астраханской губернии в самостоятельную губернию с центром в городе Георгиевске. Губерния занимала территорию от Каспийского моря до Усть-Лабы и от Маныча до предгорий. Земли современного Ставрополья составляли ядро этой губернии.
24 июля 1822 года Кавказская губерния переименована в область без изменения прежних границ, уездный город Ставрополь назначается областным городом.
2 (14) мая 1847 года Кавказская область переименована в Ставропольскую губернию без изменения границ.
В 1858 году в Ставропольской губернии появились первые почтовые марки.
В 1860 году указом Александра II от 8 (20) февраля из состава Ставропольской губернии выводятся вновь образованные Терская и Кубанская области и территория губернии приближается к современным границам Ставропольского края.
13 марта 1860 года специальным указом Александра II вся Калмыцкая степь в Ставропольской губернии с кочующими калмыками Большедербетовского и отдельной части Малодербетовского улусов и учреждённые в пределах степи станицы и поселения государственных крестьян были переданы из ведомства астраханского руководства в ведение ставропольского губернского начальства. После этого площадь губернии увеличилась примерно на 700 тысяч десятин.
19 февраля (1 марта) 1861 года император Александр II подписал Манифест об освобождении крестьян от крепостной зависимости. В этот день был также подписан законодательный акт «Дополнительные правила о крестьянах и дворовых людях Ставропольской губернии».
29 ноября (11 декабря) 1866 года заштатный город Моздок отчислен от Ставропольской губернии к Терской области.
9 декабря 1867 года город Кизляр с частью уезда отчислен от Ставропольской губернии к Терской области. Образован Новогригорьевский уезд с центром в селе Прасковея.
В 1868 году Ставропольская губерния разделена на три уезда: Ставропольский, Пятигорский и Новогригорьевский. От Ставропольской губернии к Терской области отчислен заштатный город Георгиевск.
21 мая (2 июня) 1874 года  на основании Высочайше утвержденного Александром II мнения Государственного Совета о проведении новой границы между Ставропольской губернией и Терской областью от Ставропольской губернии к Терской области отчислены г. Пятигорск и Пятигорский уезд.
В мае 1899 года Ставропольская губерния была изъята из управления Кавказского края.
В 1912 года Государственная дума и Государственный совет приняли, а император подписал закон о распространении земских учреждений на Астраханскую, Оренбургскую и Ставропольскую губернии. Ставропольское земство начало действовать во втором полугодии 1913 года. 
1 (14) января 1918 года на территории губернии была установлена советская власть путем создания Ставропольской советской республики (7 июля 1918 вошла в состав Северо-Кавказской советской республики). Летом того же года часть территории губернии перешла под контроль Добровольческой армии. С ноября 1918 по январь 1919 года белогвардейские войска заняли всю территорию губернии. С февраля по  начало апреля 1920 года Ставропольская губерния вновь перешла под контроль частей Красной армии.
В ноябре 1920 года во вновь образованную Калмыцкую автономную область передан Большедербетовский улус за исключением Яшалтинской волости и посёлка Князь-Михайловского.
С небольшими изменениями Ставропольская губерния просуществовала до 1924 года. Постановлением Президиума ВЦИК РСФСР от 2 июня 1924 года Ставропольская губерния была упразднена в результате включения её территории в состав Ставропольского округа Юго-Восточной области.
В октябре 1924 года создаётся Северо-Кавказский край, куда вошла территория бывшей губернии.

## Административное деление
9 (12) декабря 1867 года образован Новогригорьевский уезд.
15 (27) мая 1872 года из Ставропольского уезда выделен Медвеженский уезд.
На 1881 год Ставропольская губерния разделялась на 4 уезда и территорию кочующих народов:
| № | Уезд                        | Уездный город                    | Площадь, вёрст² | Население (1897), чел. |
| - | --------------------------- | -------------------------------- | --------------- | ---------------------- |
| 1 | Александровский             | с. Александровское (10 257 чел.) | 10 286,2        | 180 506                |
| 2 | Медвеженский                | с. Медвежье (12 383 чел.)        | 6 305,9         | 232 929                |
| 3 | Новогригорьевский           | с. Благодарное (12 212 чел.)     | 10 767,7        | 246 644                |
| 4 | Ставропольский              | г. Ставрополь (41 590 чел.)      | 6 756,4         | 165 442                |
| 5 | Территория кочующих народов | -                                | 18 676,9        | 47 780                 |

В 1893 году вновь образован Александровский уезд. 
В 1900 году был упразднен Новогригорьевский уезд, на его территории и части территории Александровского уезда были образованы Благодарненский (с. Благодарное) и Прасковейский (c. Прасковея, c 1901 года уездный город) уезды.
В 1910 году Прасковейский уезд переименован в Святокрестовский с центром в городе Святой Крест.
В 1920 году в Ставропольской губернии было следующее деление:
| № | Уезд               | Уездный город      | Количество волостей |
| - | ------------------ | ------------------ | ------------------- |
| 1 | Александровский    | с. Александровское | 22                  |
| 2 | Медвеженский       | с. Медвежье        | 40                  |
| 3 | Благодарненский    | с. Благодарное     | 40                  |
| 4 | Ставропольский     | г. Ставрополь      | 23                  |
| 5 | Святокрестовский   | г. Святого Креста  | 26                  |
| 6 | Туркменский район  |                    | 5                   |
| 7 | Ачикулакский район |                    | 5                   |

7 августа 1920 года из Медвеженского уезда был выделен Воронцово-Николаевский уезд.
В 1921 году создан Туркменский национальный район.
11 августа 1921 года Святокрестовский уезд был передан Терской губернии. В ноябре 1922 года Ачикулакский район и Кизлярский уезд отошли к Дагестанской АССР. В таком виде губерния сохранялась до упразднения в 1924 году.
В ноябре 1922 года Ачикулакский район отошёл к Дагестанской АССР. 
В январе 1923 года Медвеженский уезд был переименован в Белоглиненский.

### 1924 год
6 ноября 1923 года ВЦИК РСФСР установил следующее административное деление Ставропольской губернии, районы:
1)	Воронцово-Николаевский, с центром в селе Торговое (бывшее Воронцово-Николаевское), в составе бывших волостей Белоглинского уезда: ВоронцовонНиколаевской, Сысоево-Александровской, Богородицкой, Кручено-Балковской, Развиленской, Поливянской, Николаевской, Ивановской, Сандатовской, Березовской, Романовской, Эсто-Хагинекой, Ново-Егорлыкской, Бараниковской, Ново-Манычской, Екатериновской, Шаблиевской и Немецко-Хагинской.
2)	Белоглинский, с центром в селе Белая Глина, в составе бывших волостей Белоглинского уезда: Белоглинской, Лопанской, Среднѳ-Егорлыкской, Горько-Балковской, Песчанокопской, Рассыпянской, Жуковской, Краснополянской,
Летницкой, Кулешовской и Павловской;
3)	Медвежинский, с центром в селе Медвежье, в составе бывших волостей Белоглинского уеэда: Медвежской, Ладовско-Балковской, Ново-Михайловской, Преградивнекой, Дмитриевской, Покровской, Радыковской, Андреевской,
Тахтинской, Янушевской и Привольнееской;
4)	Александровский, с центром в селе Александровское, в составе бывших волостей Александровского уезда: Сергиевской, Северной, Грушевской, Калиновской, Журавской, Китаевской, Новоселицкой, Круглолесской и Александровской;
5)	Курсавский, с центром в селе Курсавка, в составе бывших волостей Александровского уезда: Дубово-Балковской, Курсавской, Дворцовской, Янкульской, Киянкизской, Султанской, Казинской, Куршавской, Салуиско-Дмитриевской,
Нагутской и Крымгиреевской;
6)	Блаюдаринский, с центром в селе Благодарное, в составе бывших волостей Благодаринского уезда: Шишкинской, Александрийской, Елисаветинской, Бурлацкой, Спасской, Сотниковской, Довсунской, Серафимовской, Мирненской, Алексеевской и Благодаринской;
7)	Петровский, с центром в селе Петровское, в составе бывших волостей Ставропольского уезда: Благодатневской, Константиновской и Кугультинской; Благодаринского уезда: Петровской" Николино-Банковской, Швединской, МалоЯгурской,
Казгулакской, Каибулатской, Овощинской, Донско-Балковской, Сухо-БуйволинскоЙ, Высоцкой, Ореховской и Медведской;
8)	Виноделенский, с центром в селе Винодельное, в составе бывших волостей Ставропольского уезда: Софиевской и Золотаревской; Благодаринского уезда: Лиманской, Виноделенской, Кевсалинской, Бурукшунской, МалоДжалгинской,
Яшалтинской, Дербетовской, Предтѳченской, Киевской и Больше-Джалгинской;	.
9)	Дивенский, с центром в селе Дивное, в составе бывших волостей Благодаринского уезда: Дивенской, Кистинской, Воздвиженской, Вознесенской, Митрофановской и Рагулинской;
10)	Ставропольский, с центром в городе Ставрополе, в составе бывших волостей Ставропольского уезда: Татарской, Надеждинской, Михайловской, Кононовской, Спицевской, Бешпагирской и Старо-Марьевской;
11)	Московский, с центром в селе Московское, в составе бывших волостей Ставропольского уезда: Московской, Пелагиадской, Дубровской, Казинской, ТугулукскоЙ, Донской, Тищенской, Птпченской, Безопаоненской и Терновской;
12)	Трухменской, с центром в поселке Летняя Ставка, включающий Трухменскую территорию с переселенческим фондом в границах согласно постановлению Всероссийского центрального Исполнительного Комитета от 11 августа
1921 года.
Примечание. Считать на территории Ставропольской губерний один только город Ставрополь.
Ликвидацию уездов и волостей и переход на районную систему произвести в течение января—февраля 1924 года.

## Руководство губернии

### Генерал-губернатор Саратовский и Кавказский
| Ф. И. О.                 | Титул, чин, звание                       | Время замещения должности |
| ------------------------ | ---------------------------------------- | ------------------------- |
| Потёмкин Павел Сергеевич | действительный камергер, генерал-поручик | 1785—1792                 |

### Рязанский, Тамбовский и Кавказский генерал-губернатор
| Ф. И. О.                | Титул, чин, звание  | Время замещения должности |
| ----------------------- | ------------------- | ------------------------- |
| Гудович Иван Васильевич | граф, генерал-аншеф | 1793—1798                 |

### Астраханские военные губернаторы
| Ф. И. О.                | Титул, чин, звание      | Время замещения должности |
| ----------------------- | ----------------------- | ------------------------- |
| Морков Иринарх Иванович | граф, генерал-лейтенант | 1798—1799                 |
| Киселёв                 | генерал-лейтенант       | 1799                      |
| Кноринг Карл Фёдорович  | генерал-лейтенант       | 1799—1802                 |

### Главноуправляющие Грузией, Астраханские и Кавказские военные губернаторы
| Ф. И. О.                    | Титул, чин, звание                   | Время замещения должности |
| --------------------------- | ------------------------------------ | ------------------------- |
| Цицианов Павел Дмитриевич   | князь, генерал от инфантерии         | 08.09.1802—08.02.1806     |
| Гудович Иван Васильевич     | граф, генерал-фельдмаршал            | 02.06.1806—05.03.1809     |
| Тормасов Александр Петрович | генерал от кавалерии                 | 05.03.1809—09.1811        |
| Паулуччи Филипп Осипович    | маркиз, генерал-лейтенант            | 09.1811—16.02.1812        |
| Ртищев Николай Фёдорович    | генерал от инфантерии                | 16.02.1812—12.10.1816     |
| Ермолов Алексей Петрович    | генерал от инфантерии                | 12.10.1816—16.03.1827     |
| Паскевич Иван Фёдорович     | граф Эриванский, генерал-фельдмаршал | 16.03.1827—28.04.1831     |

### Губернаторы Кавказской губернии
| Ф. И. О.                       | Титул, чин, звание               | Время замещения должности |
| ------------------------------ | -------------------------------- | ------------------------- |
| Каспаров Иван Петрович         | тайный советник                  | 1802—1804                 |
| Гильденшольд Христиан Петрович | действительный статский советник | 1804—1805                 |
| Картвелин Николай Михайлович   | действительный статский советник | 1805—1809                 |
| Малинский Марк Леонтьевич      | действительный статский советник | 1809—1811                 |
| Брискорн Яков Максимович       | действительный статский советник | 1811—1813                 |
| Малинский Марк Леонтьевич      | действительный статский советник | 1813—1820                 |
| Вакансия                       |                                  | 1820—1822                 |

### Начальники Кавказской области
| Ф. И. О.                         | Титул, чин, звание                  | Время замещения должности        |
| -------------------------------- | ----------------------------------- | -------------------------------- |
| Сталь Карл Фёдорович             | генерал-майор                       | 1823—1826 (умер 28 июля 1824 г.) |
| Эммануэль Григорий Арсентьевич   | генерал от кавалерии                | 1826—1829                        |
| Стрекалов Степан Степанович      | генерал-майор                       | 1829—1832                        |
| Вельяминов Алексей Александрович | генерал-лейтенант                   | 1832—1836                        |
| Таубе Максим Максимович          | генерал-лейтенант                   | 1836—1838                        |
| Граббе Павел Христофорович       | генерал-адъютант, генерал-лейтенант | 1838—1844                        |

### Губернаторы Кавказской области
| Ф. И. О.                      | Титул, чин, звание               | Время замещения должности    |
| ----------------------------- | -------------------------------- | ---------------------------- |
| Таубе Максим Максимович       | генерал-майор                    | 1832—1836                    |
| Семёнов Алексей Васильевич    | действительный статский советник | 1838—1840                    |
| Хомутов Иван Петрович         | действительный статский советник | 1840—1841                    |
| Ситников Василий Семёнович    | действительный статский советник | 1841—1843                    |
| Ольшевский Марцелин Матвеевич | генерал-майор                    | 1843—1846                    |
| Норденстам Иван Иванович      | генерал-майор                    | 30 апреля 1846 — 6 июня 1847 |

### Ставропольские губернаторы
| Ф. И. О.                              | Титул, чин, звание                | Время замещения должности |
| ------------------------------------- | --------------------------------- | ------------------------- |
| Волоцкой Александр Алексеевич         | генерал-майор (генерал-лейтенант) | 1847—1859                 |
| Брянчанинов Пётр Александрович        | действительный статский советник  | 1859—1862                 |
| Пащенко Константин Львович            | действительный статский советник  | 1862—1868                 |
| Властов Георгий Константинович        | действительный статский советник  | 1868—1872                 |
| Остен-Сакен Максимилиан Александрович | действительный статский советник  | 1872—1877                 |
| Ден Владимир Александрович            | генерал-майор                     | 1877—1883                 |
| Зиссерман Карл Львович                | действительный статский советник  | 15.05.1883—12.03.1887     |
| Никифораки Николай Егорович           | генерал-лейтенант                 | 12.03.1887—15.02.1904     |
| Вельяминов Александр Николаевич       | статский советник                 | 27.02.1904—10.10.1905     |
| Свечин Иван Николаевич                | генерал-майор                     | 13.10.1905—31.01.1906     |
| Эльснер Евгений Феликсович            | полковник                         | 19.02.1906—02.09.1906     |
| Янушевич Бронислав Мечиславович       | действительный статский советник  | 02.09.1906—1916           |
| Оболенский Сергей Дмитриевич          | князь, полковник                  | 1916 — 6.03.1917          |

### Ставропольские губернские комиссары Временного правительства
| Ф. И. О.                       | Титул, чин, звание | Время замещения должности |
| ------------------------------ | ------------------ | ------------------------- |
| Кухтин Алексей Сергеевич       |                    | 6 — 13.03.1917            |
| Старлычанов Дмитрий Дмитриевич |                    | 13.03.1917 — январь 1918  |

### Ставропольские военные губернаторы
| Ф. И. О.                   | Титул, чин, звание        | Время замещения должности     |
| -------------------------- | ------------------------- | ----------------------------- |
| Глазенап Пётр Владимирович | полковник (генерал-майор) | июль 1918 — апрель 1919       |
| Валуев Аркадий Михайлович  | генерал-лейтенант         | апрель — 17 (30).07.1919      |
| Кортацци Георгий Иванович  | генерал-майор             | 24.07 (6.08) — 8 (21).11.1919 |

### Губернские предводители дворянства
| Ф. И. О.                         | Титул, чин, звание               | Время замещения должности |
| -------------------------------- | -------------------------------- | --- |
| Копытовский Савва Романович      | надворный советник               | 1795—1804 |
| Хастатов Аким Васильевич         | генерал-майор                    | 1804—1807 |
| Устинов Дмитрий Кононович        | капитан                          | 1807—1812 |
| Ребров Алексей Фёдорович         | надворный советник               | 1812—1818 (21.02(05.03).1776, г. Москва – 23.09(05.10).1862, г. Пятигорск), помещик, основатель шелководства и виноделия на Ставрополье |
| Ростованов Георгий Евстафьевич   | майор                            | 1818—1841 |
| Калантарёв Герасим Степанович    | штабс-ротмистр                   | 1841—1853 |
| Ростованов Евстафий Иванович     | подполковник                     | 1853—1858 |
| Капанов Артемий Иванович         | подполковник                     | 1858—1859 |
| Бетаки Василий Афанасьевич       | полковник                        | 1859—1862 |
| Сердаковский Дионисий Михайлович | полковник                        | 1862—1875 |
| Попко Иван Диомидович            | генерал-лейтенант                | 04.01.1876—30.08.1893 |
| Росляков Константин Алексеевич   | надворный советник, и. д.        | 30.08.1893—04.01.1896 |
| Мачканин Павел Александрович     | генерал-майор                    | 22.02.1896—1903 |
| Горошко Иван Трофимович          | действительный статский советник | 1903—1907 |
| Краснов Михаил Васильевич        | действительный статский советник | 01.01.1907—12.02.1913 |
| Бурсак Сергей Павлович           | коллежский асессор               | 12.02.1913—1917 |

### Вице-губернаторы
| Ф. И. О.                        | Титул, чин, звание               | Время замещения должности |
| ------------------------------- | -------------------------------- | ------------------------- |
| Бухарин Иван Яковлевич          | коллежский советник              | 1803—1806                 |
| Венецкой Осип Гаврилович        | коллежский советник              | 1806—1809                 |
| Целов Семён Кузьмич             | коллежский советник              | 6.01.1811—1.02.1812       |
| Врангель Пётр Карлович          | коллежский советник              | 1.02.1812—1815            |
| Алферьев Алексей Герасимович    | коллежский советник              | 1815—1818                 |
| Тюфяев Кирилл Яковлевич         | коллежский советник              | 1818—1821                 |
| Грабба-Горский Осип Викентьевич | статский советник                | 02.10.1821—05.05.1822     |
| Рубашевский Иван Иванович       | коллежский советник              | 05.05.1822—1824           |
| Адлерберг Карл Фёдорович        | статский советник                | 1824—1828                 |
| Мечников Егор Ильич             | коллежский советник              | 1828—1830                 |
| Архипов Николай Иванович        | коллежский советник              | 1832—1833                 |
| Должности не имелось            |                                  | 1833—1839                 |
| Наумов Николай Николаевич       | действительный статский советник | 1839—1840                 |

### Ставропольские вице-губернаторы
| Ф. И. О.                                    | Титул, чин, звание                             | Время замещения должности |
| ------------------------------------------- | ---------------------------------------------- | ------------------------- |
| Борзенко Александр Алексеевич               | статский советник                              | 1847—1855                 |
| Брянчанинов Пётр Александрович              | статский советник                              | 1855—1859                 |
| Вольфрам (Вольфрам фон) Фёдор Христофорович | статский советник                              | 1863—1867                 |
| Абрамович Адам Михайлович                   | статский советник                              | 1873—1877                 |
| Зиссерман Карл Львович                      | коллежский советник                            | 1877—1880                 |
| Высоцкий Александр Александрович            | действительный статский советник               | 01.07.1883—24.11.1888     |
| Тилло Адольф Андреевич                      | действительный статский советник               | 24.11.1888—18.02.1893     |
| Ключарёв Александр Степанович               | действительный статский советник               | 09.04.1893—18.05.1902     |
| Ладыженский Митрофан Васильевич             | действительный статский советник               | 18.05.1902—05.12.1903     |
| Гарднер Борис Владимирович                  | коллежский асессор (надворный советник)        | 05.12.1903—02.09.1907     |
| Пономарёв Михаил Александрович              | статский советник                              | 02.09.1907—1913           |
| Шервашидзе Дмитрий Георгиевич               | князь, коллежский асессор (надворный советник) | 1913—1917                 |

### Председатели губисполкома
С января 1918 по сентябрь 1919 и с апреля 1921 по июнь 1924 губернией руководил исполнительный комитет Ставропольского губернского совета рабочих, крестьянских и солдатских (красноармейских) депутатов (губисполком).

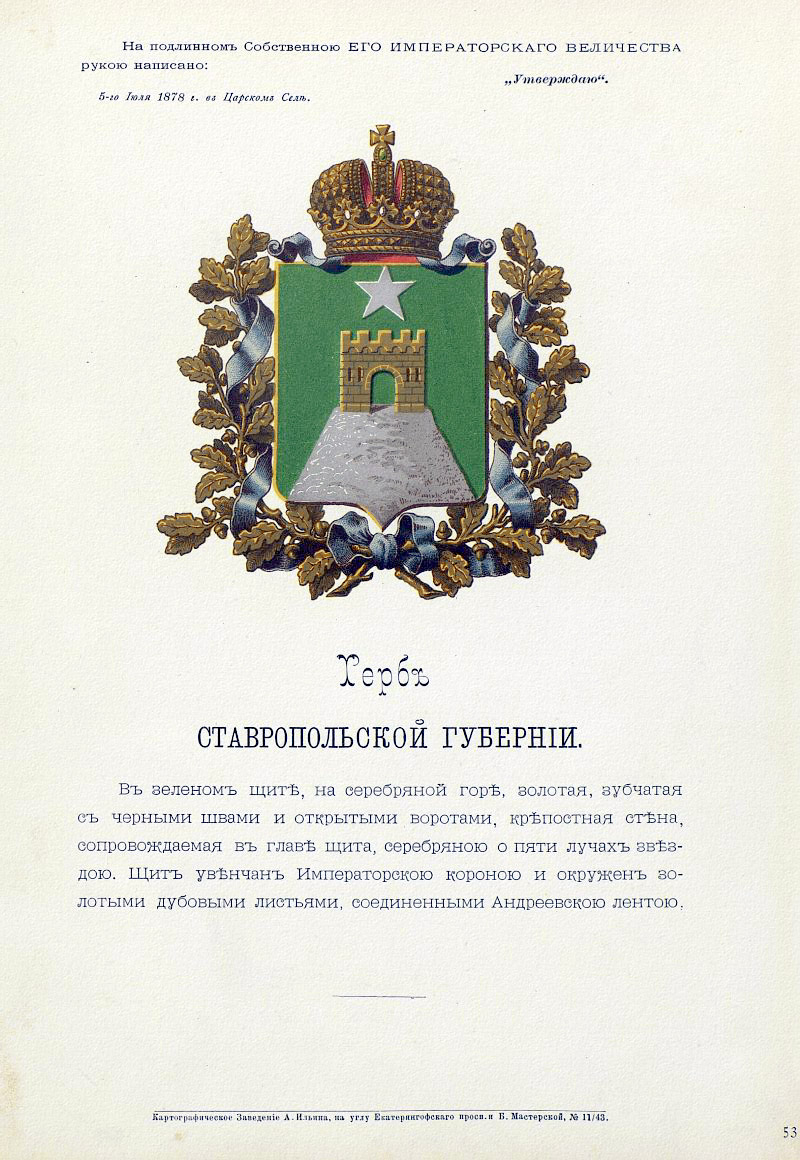
Герб губернии c оф.описанием, утверждённый Александром II (1878)

| Ф. И. О.                   | Титул, чин, звание | Время замещения должности   |
| -------------------------- | ------------------ | --------------------------- |
| Мещеряков Георгий Иванович |                    | 1 (14) января — апрель 1918 |
| Дейнеко И.К.               |                    | апрель — июнь 1918          |
| Войтик Иван Лукич          |                    | август — декабрь 1918       |
| Горячкин А. Д.             |                    | декабрь 1918 — 1919         |
| Евдокимов Д. В.            |                    | до 30 сентября 1919         |
| Лизарев Фёдор Семёнович    |                    | 1921                        |
| Берлов Василий Иванович    |                    | 1921 — 1922                 |
| Куликов Никита Иванович    |                    | 1922 — 1924                 |
| Пивоваров Иван Никифорович |                    | до 2 июня 1924              |

## Население
Во исполнение указа Правительствующего Сената от 31 декабря 1824 года по распоряжению Главноуправляющего в Кавказском крае и Грузии генерала А.П. Ермолова в 1825 году майорами Навагинского и Кабардинского пехотных полков Саблиным и Кудиновым в Кавказской области была проведена поверка ревизских сказок седьмой переписи. В результате установлено, что податное и не положенное в оклад население области составляло 56 471 душу.
По данным переписи 1897 года Ставропольская губерния относилась к слабо заселенным губерниям Европейской России, в ней было 873301 жителей. В губернском городе Ставрополе 41590 жителей, в остальных городах — менее 15 тысяч в каждом.

Национальный состав в 1897 году:
| Уезд                        | русские | малоросы | ногайцы | трухмены | калмыки | немцы | армяне | татары |
| --------------------------- | ------- | -------- | ------- | -------- | ------- | ----- | ------ | ------ |
| Губерния в целом            | 55,2 %  | 36,6 %   | 2,3 %   | 1,7 %    | 1,2 %   | …     | …      | …      |
| Александровский             | 56,8 %  | 38,3 %   | 2,1 %   | …        | …       | …     | …      | …      |
| Медвеженский                | 53,1 %  | 45,5 %   | …       | …        | …       | …     | …      | …      |
| Новогригорьевский           | 45,6 %  | 50,7 %   | …       | …        | …       | …     | 1,6 %  | …      |
| Ставропольский              | 85,2 %  | 10,2 %   | …       | …        | …       | 1,7 % | …      | …      |
| Территория кочующих народов | 6,1 %   | 5,5 %    | 33,3 %  | 31,0 %   | 19,9 %  | 1,9 % | …      | 1,4 %  |

## СМИ
1 января 1850 года в Ставрополе начала выходить газета «Ставропольские губернские ведомости» — первое на Ставрополье периодическое печатное издание.